# Айцемник
Айцемник (арм. Այծեմնիկ) — национальная героиня Армении. Одна из военачальников во время обороны Ани 1124 года, командовала женским воинским подразделением. Героически погибла в сражении.

## Исторические очерки
Главным источником сведений об Айцемник является Самуел Анеци, бывший современником и земляком анийской военачальницы. Описание приведено в "Хронологии Самуеля Анеци"

## Отражение в культуре
- «Айцемник» — пьеса Вртанеса Папазяна[2], 1915 год.
- «Айцемник» — поэма Людвига Дуряна, 1985 год.
- Стихотворение Ованеса Шираза «Հայոց անունները»
- Картина Фараона Мирзояна[арм.]